# Euernbach
Euernbach ist ein Gemeindeteil von Scheyern im oberbayerischen Landkreis Pfaffenhofen an der Ilm.

## Geographie
Das Kirchdorf Euernbach liegt auf Höhen um 448 m ü. NHN in Luftlinie sieben bis acht Kilometer westsüdwestlich der Kreisstadt Pfaffenhofen an der Ilm im mittleren Tal des dort in die Ilm mündenden Gerolsbaches. Der namengebende Hauptort der Gemeinde ist weniger als vier Kilometer ostsüdöstlich entfernt. Die Staatsstraße 2084 von Gerolsbach im oberen Gerolsbachtal her durchquert den Ort und mündet dann am anderen Ende in die Staatsstraße 2045, die aus einem Nebental kommend durchs untere Gerolsbachtal nach Pfaffenhofen läuft.

## Geschichte
Die ältesten Besitzer von „Eurenbach“ waren die Leutenbeck, von denen der Ort teils durch Heirat, teils durch Kauf an die Wildenwarter (siehe Herrschaft Wildenwart) bei Prien am Chiemsee kam. Im Jahr 1030 schenkte Gräfin Wilbirgis von Ebersberg, Schwester des Grafen von Ebersberg, die Kirche von Euernbach dem Kloster Geisenfeld.
Im Jahr 1315 erteilte König Ludwig der Bayer dem Ritter Conrad wegen seiner treuen Dienste Hofmarksfreiheit zu Euernbach und Göbelsbach.
Die Grafen von Törring besaßen mit der Hofmark Pörnbach einen aus neun ursprünglich selbstständigen Hofmarken bestehenden Besitzkomplex. Der Verwaltungsmittelpunkt der Hofmarken Pörnbach, Euernbach, Göbelsbach, Tegernbach, Ritterswörth, Burgstall, Eschelbach, Förnbach und Puch, die seit 1819/20 als Patrimonialgerichte der Grafen von Törring-Jettenbach geführt wurden, lag in Pörnbach. Die Patrimonialgerichtsbarkeit wurde in der Revolution 1848 aufgehoben.

## Gemeindezugehörigkeit
Euernbach war mit seinen weiteren Ortsteilen Günthal, Klingbach, Kreutenbach und Schönberg ein selbstständige Gemeinde; wie wurde zum 1. Januar 1974 in die Gemeinde Scheyern eingegliedert.

## Sehenswürdigkeiten
Siehe auch: Liste der Baudenkmäler in Euernbach
- Katholische Pfarrkirche Mariä Heimsuchung
- Schloss Euernbach
- Pfarrhaus aus dem 19. Jahrhundert